# Francine Everett
Francine Everett (Louisburg, 1915. április 13. vagy 1915. április 3. –‎ Bronx, 1999. május 27.) amerikai énekesnő, filmszínésznő. 
Leginkább független gyártású, teljesen fekete szereplőgárdával készült filmekből ismert, amelyeket kizárólag az afroamerikai közönségnek szánt mozik számára forgalmaztak.

## Pályafutása
1915-ben született az észak-karolinai Louisburgban. Édesapja szabó volt. Tizennyolc évesen, 1933-ban férjhez ment, majd ezt a házasságot felbontották, és később hozzáment Rex Ingram színészhez. Három évvel később, 1939-ban elváltak. A harlemi Federal Theaterben tanult és színészkedett, amelyet a Works Progress Administration támogatott.
Szerepei között volt a Paradise in Harlem (1939), a Keep Punching (1939) Canada Lee és Dooley Wilson főszereplésével, a Big Timers (1945) Moms Mabley és Stepin Fetchit főszereplésével, a Tall, Tan and Terrific (1946) Mantan Morelanddel és Dots Johnsonnal, valamint a Dirty Gertie from Harlem U.S.A. (1946) című film, amelyet Spencer Williams rendezett.
Több mint 50 rövid zenés filmben énekesként szerepelt az 1940-es években, például az Ebony Parade (1947) című filmben, amelyben Dorothy Dandridge, Cab Calloway és Count Basie együttese játszott. 
Modellként is volt ruházati és kozmetikai nyomtatott reklámokban.
Kapcsolata Hollywooddal rövid és hézagos volt. Először az 1930-as évek közepén érkezett Hollywoodba férjével, Rex Ingrammal, de nem volt hajlandó elfogadni rasszista, megalázó. sztereotip szerepeket. Miután viszont szerepelt a Dirty Gertie from Harlem U.S.A. című filmben, két hollywoodi filmben is szerepet kapott: a Lost Boundaries-ban (1949) és Sidney Poitier első filmjében, a No Way Out (1950) címűben.
Karrierje csúcsán Billy Rowe rovatvezető, a The Amsterdam News című, fekete tulajdonú New York-i újságban „Harlem legszebb nőjének” nevezte. William Greaves filmrendező visszatekintve karrierjére, így nyilatkozott: „Szupersztár lett volna Hollywoodban, ha nem lett volna az akkori apartheid légkör Amerikában a filmiparban is.”
Miután visszavonult a szórakoztatóipartól, adminisztratív munkát vállalt a New York-i Harlem Kórházban. 1985-ben vonult nyugdíjba kórházi állásából, és idősebb éveiben a rasszista filmekről beszélt az International Agency for Minority Artist Affairs által szponzorált szemináriumokon.
1999. május 27-én hunyt el egy bronxi idősek otthonában, 84 éves korában.

## Video
- 1996: Spencer Williams: Remembrances of an Early Black Film Pioneer

## Fordítás
- Ez a szócikk részben vagy egészben  a   Francine Everett című angol Wikipédia-szócikk ezen változatának fordításán alapul.  Az eredeti cikk szerkesztőit annak laptörténete sorolja fel. Ez a jelzés csupán a megfogalmazás eredetét és a szerzői jogokat jelzi, nem szolgál a cikkben szereplő információk forrásmegjelöléseként.